# José Santos Pais
José Dias dos Santos Pais (n. 1929) é um político português. Ocupou o cargo de Ministro da Justiça no II Governo Constitucional.
Era ministro durante a Fuga de Alcoentre, a 17 de julho de 1978.  Na evasão escaparam 124 presos, por um túnel de 35 metros, escavado à mão. 

## Funções governamentais exercidas
- II Governo Constitucional
  - Ministro da Justiça